# Albertadromeus syntarsus
Albertadromeus syntarsus ("corredor de Alberta de tarsos fusionados") es la única especie conocida del género extinto Albertadromeus de dinosaurio ornitópodo tescelosáurido que vivió a mediados del período Cretácico Superior, en el Campaniense medio, en lo que es hoy Norteamérica. Sus restos fósiles han aparecido en la Formación Oldman, en Alberta, Canadá.

## Descripción
El espécimen holotipo de Albertadromeus TMP 2009.037.0044 consiste de dos vértebras dorsales, una vértebra caudal, costillas cervicales, tendones osificados, la tibia y fíbula izquierdas, una fíbula derecha incompleta, y un metatarso y ungual incompletos. El cráneo es desconocido en este género. Los autores señalaron que a pesar de los pocos huesos descubiertos, su moderada calidad de preservación permite distinguir suficientes detalles morfológicos como para realizar una diagnosis a nivel de especie. Su tibia alargada se correlaciona fuertemente con hábitos cursoriales. La tibia de Albertadromeus es algo más alargada que la de Orodromeus, y bastante más que la de Parksosaurus, ROM 804, Thescelosaurus, USNM 7757 y RSM P 1225.1, Hypsilophodon, NMHUK R5830, Dryosaurus y Stegoceras, UALVP 002.
De acuerdo a Brown et al. (2013) Albertadromeus puede ser distinguido basándose en las siguientes características. La parte distal de la fíbula se reduce a una lámina delgada de hueso que está fusionada a la superficie anterior de la tibia por un tercio de su longitud distal, compartido con los heterodontosáuridos. El cóndilo lateral de la parte proximal de la tibia está muy bilobulado, compartido con Changchunsaurus, Eocursor, Hypsilophodon, Jeholosaurus, Lesothosaurus, Orodromeus, Oryctodromeus, Stormbergia, Una prominente cresta cneminal que se proyecta dorsalmente y anterolateralmete, resultando en una extremidad inclinada dorsalmente de la tibia, también presente en Gasparinisaura y Micropachycephalosaurus.

## Descubrimiento e investigación
Los restos del espécimen tipo de Albertadromeus se recuperó en la localidad Creek Canal, en la parte superior de la Formación Oldma que es parte del Grupo Belly River en Alberta, Canadá. La muestra se recoge en una capa de dos metros de espesor de piedra arenisca muy fina que fue depositada durante el Campaniano, etapa del período Cretácico, aproximadamente hace 77 a 76 millones de años. Este ejemplar, TMP 2009.037.0044, se encuentra en la colección del Museo Tyrrell en Drumheller, Alberta.

### Etimología
El término compuesto Albertadromeus se deriva del nombre de la provincia canadiense de Alberta, y la palabra griega droméas (δρομέας), que significa ‘corredor’, una referencia a su supuesta naturaleza corredora; por tanto, significa ‘corredor de Alberta’.  El nombre de la especie, syntarsus, se deriva de las palabras griegas "syn" (συν), que significa ‘junto’, y "tarsós" (ταρσός), que significa ‘tobillo’; por tanto, significa ‘tobillos juntos’, refiriéndose a que la parte distal de su fíbula está fusionada a la parte distal de la tibia. Este dinosaurio fue descrito y nombrado por Caleb Marshall Brown, David C. Evans, Michael J. Ryan y Anthony P. Russell en 2013.

## Clasificación
Brown et al. en 2013 crearon un nuevo taxón, Orodrominae para diferenciar aquellas especies que están más relacionadas con Orodromeus de aquellas más relacionadas con Thescelosaurus. La validez de este taxón se apoya en los siguientes rasgos: (a) el foramen magnum mide entre 20 % y 30 % de la anchura del cóndilo occipital; (b) el pubis se articula con una costilla sacral; (c) hay una espina escapular afilada y pronunciada; y (d) el eje de la fíbula tiene una forma de "D" en sección transversal. Orodrominae incluye a Albertadromeus, Zephyrosaurus, Orodromeus y Oryctodromeus. El análisis filogenético sugiere que Albertadromeus forma un clado con Zephyrosaurus y Orodromeus de los que es su taxón hermano, mientras que Oryctodromeus está menos relacionado.

### Filogenia
|  | TMP 2008.045.0002 |
|  |                   |
|  | Oryctodromeus     |
|  |                   |

|  | Albertadromeus |
|  |                |
|  | Orodromeus     |
|  |                |
|  | Zephyrosaurus  |
|  |                |

|  | TMP 2008.045.0002 |
|  |                   |
|  | Oryctodromeus     |
|  |                   |

|  | Albertadromeus |
|  |                |
|  | Orodromeus     |
|  |                |
|  | Zephyrosaurus  |
|  |                |

|  | Changchunsaurus                                                                            |
|  |                                                                                            |
|  | Haya                                                                                       |
|  |                                                                                            |
|  | Jeholosaurus                                                                               |
|  |                                                                                            |
|  | \| \| Thescelosaurus assiniboiensis \| \| \| \| \| \| Thescelosaurus neglectus \| \| \| \| |
|  |                                                                                            |
|  | Thescelosaurus assiniboiensis                                                              |
|  |                                                                                            |
|  | Thescelosaurus neglectus                                                                   |
|  |                                                                                            |

|  | Thescelosaurus assiniboiensis |
|  |                               |
|  | Thescelosaurus neglectus      |
|  |                               |

|  | Changchunsaurus                                                                            |
|  |                                                                                            |
|  | Haya                                                                                       |
|  |                                                                                            |
|  | Jeholosaurus                                                                               |
|  |                                                                                            |
|  | \| \| Thescelosaurus assiniboiensis \| \| \| \| \| \| Thescelosaurus neglectus \| \| \| \| |
|  |                                                                                            |
|  | Thescelosaurus assiniboiensis                                                              |
|  |                                                                                            |
|  | Thescelosaurus neglectus                                                                   |
|  |                                                                                            |

|  | Thescelosaurus assiniboiensis |
|  |                               |
|  | Thescelosaurus neglectus      |
|  |                               |

|  | TMP 2008.045.0002 |
|  |                   |
|  | Oryctodromeus     |
|  |                   |

|  | Albertadromeus |
|  |                |
|  | Orodromeus     |
|  |                |
|  | Zephyrosaurus  |
|  |                |

|  | TMP 2008.045.0002 |
|  |                   |
|  | Oryctodromeus     |
|  |                   |

|  | Albertadromeus |
|  |                |
|  | Orodromeus     |
|  |                |
|  | Zephyrosaurus  |
|  |                |

|  | Changchunsaurus                                                                            |
|  |                                                                                            |
|  | Haya                                                                                       |
|  |                                                                                            |
|  | Jeholosaurus                                                                               |
|  |                                                                                            |
|  | \| \| Thescelosaurus assiniboiensis \| \| \| \| \| \| Thescelosaurus neglectus \| \| \| \| |
|  |                                                                                            |
|  | Thescelosaurus assiniboiensis                                                              |
|  |                                                                                            |
|  | Thescelosaurus neglectus                                                                   |
|  |                                                                                            |

|  | Thescelosaurus assiniboiensis |
|  |                               |
|  | Thescelosaurus neglectus      |
|  |                               |

|  | Changchunsaurus                                                                            |
|  |                                                                                            |
|  | Haya                                                                                       |
|  |                                                                                            |
|  | Jeholosaurus                                                                               |
|  |                                                                                            |
|  | \| \| Thescelosaurus assiniboiensis \| \| \| \| \| \| Thescelosaurus neglectus \| \| \| \| |
|  |                                                                                            |
|  | Thescelosaurus assiniboiensis                                                              |
|  |                                                                                            |
|  | Thescelosaurus neglectus                                                                   |
|  |                                                                                            |

|  | Thescelosaurus assiniboiensis |
|  |                               |
|  | Thescelosaurus neglectus      |
|  |                               |

## Paleoecología
Los estudios sugieren que el paleoambiente de la Formación Oldman era una antigua planicie costera. Esta formación ha producido los restos de los terópodos Saurornitholestes, Daspletosaurus, Troodon y Dromaeosaurus, los ceratópsidos Albertaceratops, Chasmosaurus, Anchiceratops, y Coronosaurus, los hadrosáuridos Brachylophosaurus, Gryposaurus, Parasaurolophus y Corythosaurus, así como otros dinosaurios que compartían que su paleoambiente con Albertadromeus.